# Euproctis similis
Euproctis similis és una espècie de lepidòpter ditrisi de la família dels erèbids (Erebidae), subfamília Lymantriinae

## Distribució
Es distribueix per tot Europa fins als Urals i cap a l'est a través de la Zona paleàrtica fins a Siberia.

## Descripció
Aquesta espècie té una envergadura de 35-45 mm. La femella en general és notablement més gran que el mascle.
Totes les parts dels adults són de color blanc pur, excepte la punta de l'abdomen que és de color groc brillant (més gran en la femella) i una petita marca negra o marró a les ales anteriors del mascle.

## Biologia
Els adults volen durant les nits de juliol i agost i són atrets per la llum, especialment els mascles.
La larva és negra amb pèls grisos i negres dispersos, amb una franja longitudinal dorsal d'un color vermell maó, franges laterals blanques, cap negre, el primer segment negre jaspejat de groc, tubercles en els segments 4 i 11 també negres.
En general s'alimenta d'arbres i arbustos com vern, pomera, bedoll, groseller negre, arç negre, cirerer, castanyer, arç blanc, roure, servera i gatsaule. També s'ha registrat en l'acònit, que és una planta herbàcia.
Aquesta espècie passa l'hivern com a larva. Es dispersa aviat després de sortir dels ous, que estan coberts amb la llana anal de la femella, hiverna per separat i pupa a principis de juny. La pupa és de color marró negrós dins un capoll blanquinós.
Espècie comuna a tot el territori de distribució, però no tant nombrosa ni nociva com Euproctis chrysorrhoea.
Els adults van cap a la llum. Quan estan en repòs pleguen les ales en forma de teulada.
Si se la molesta fa veure que és morta, ajaguda de costat amb les ales tancades.

## Galeria

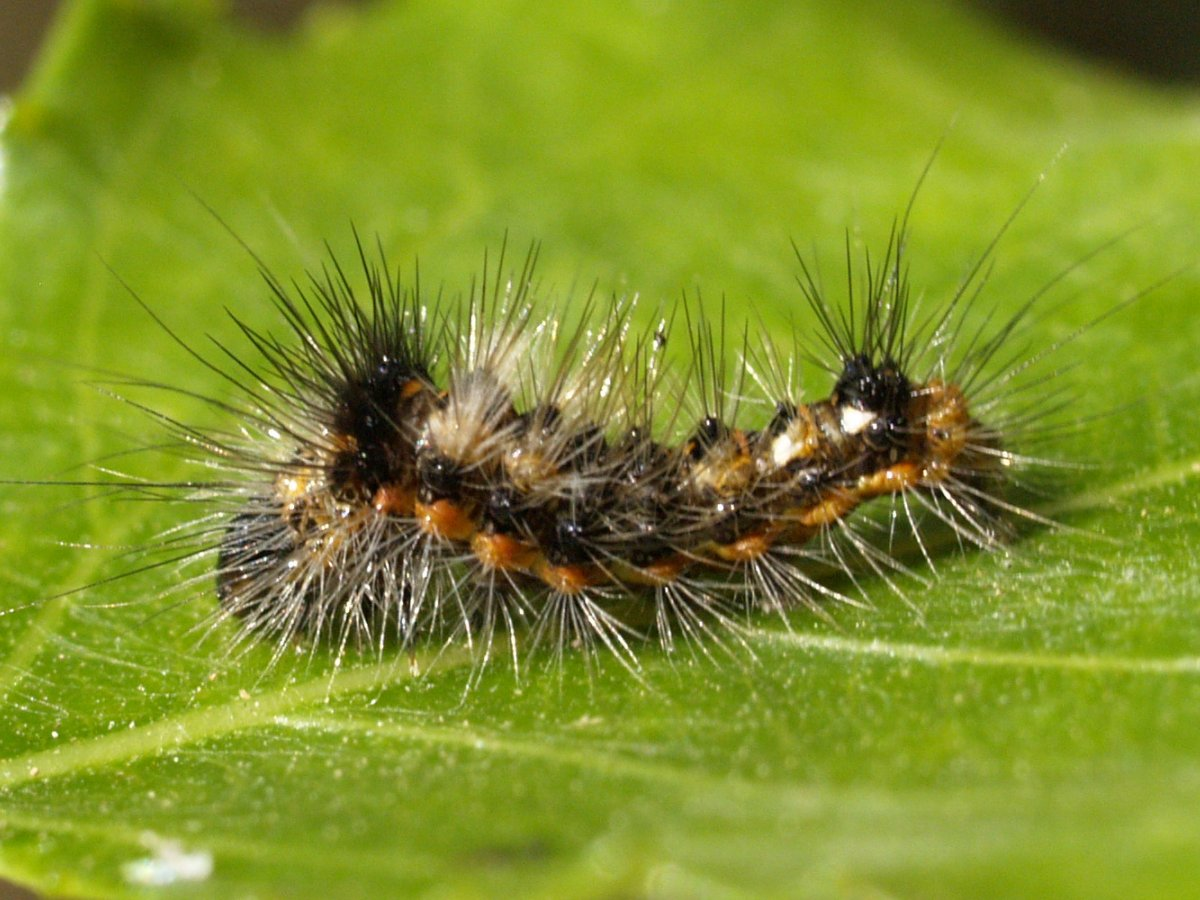
Euproctis similis larva
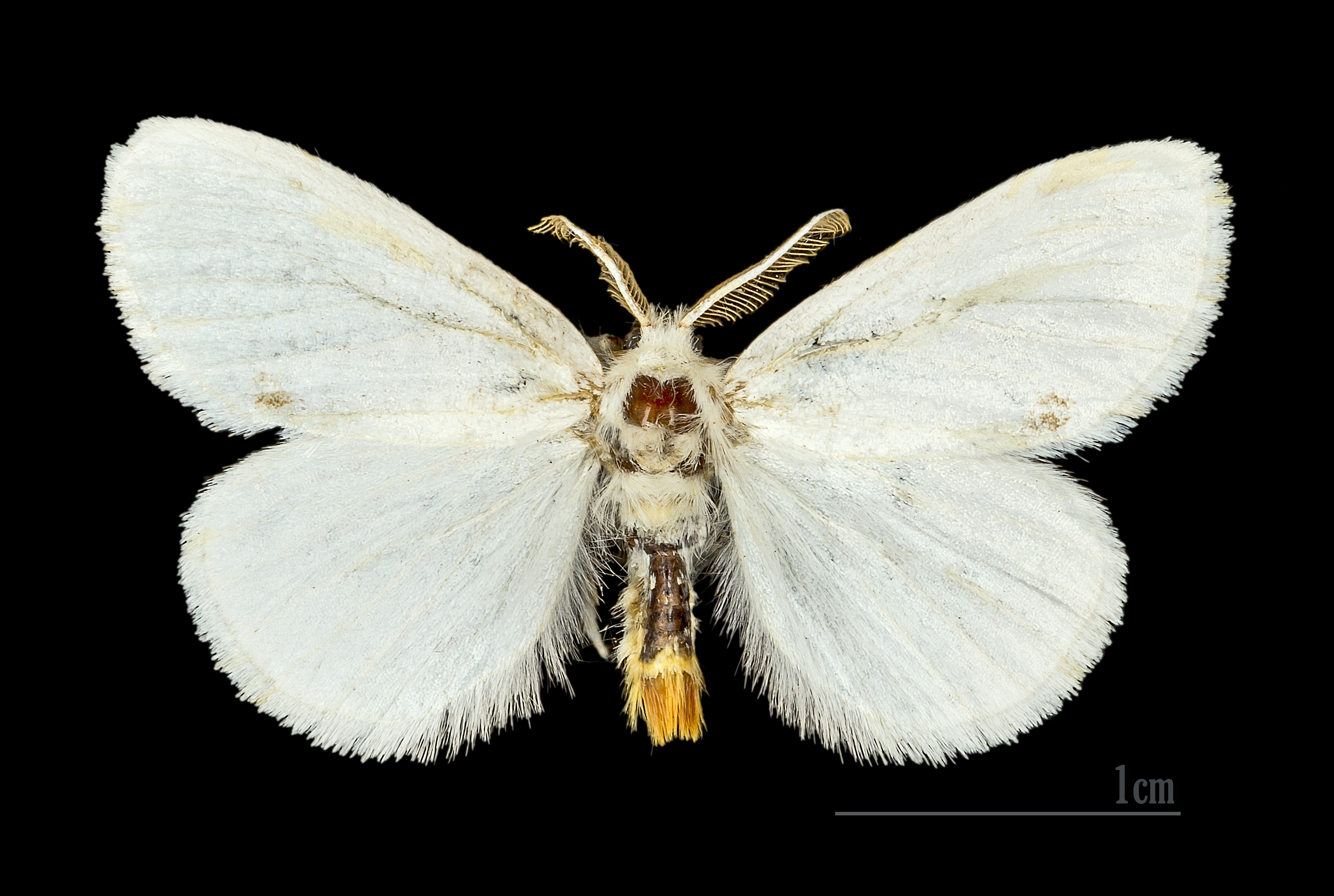
Euproctis similis mascle
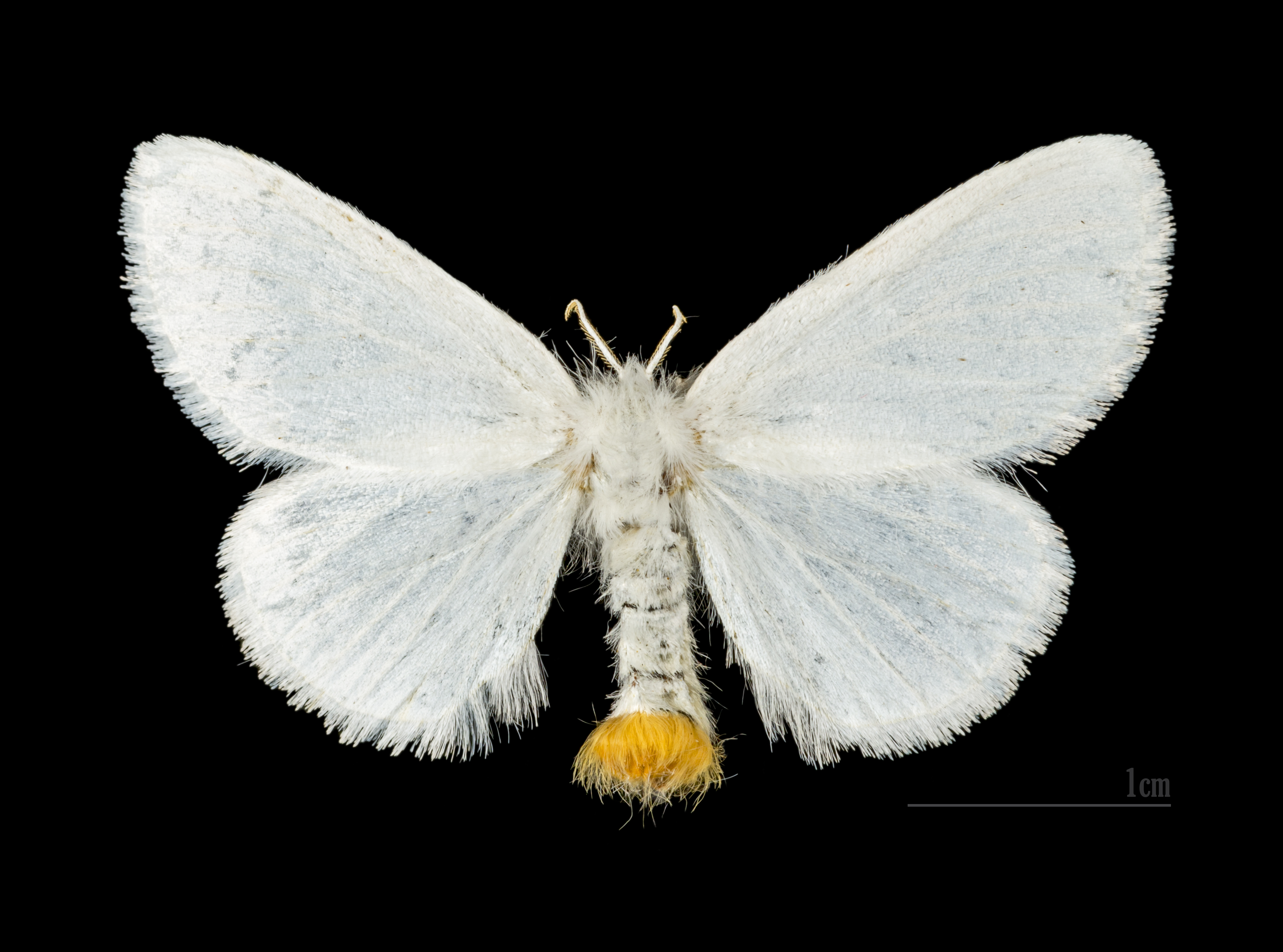
Euproctis similis femella
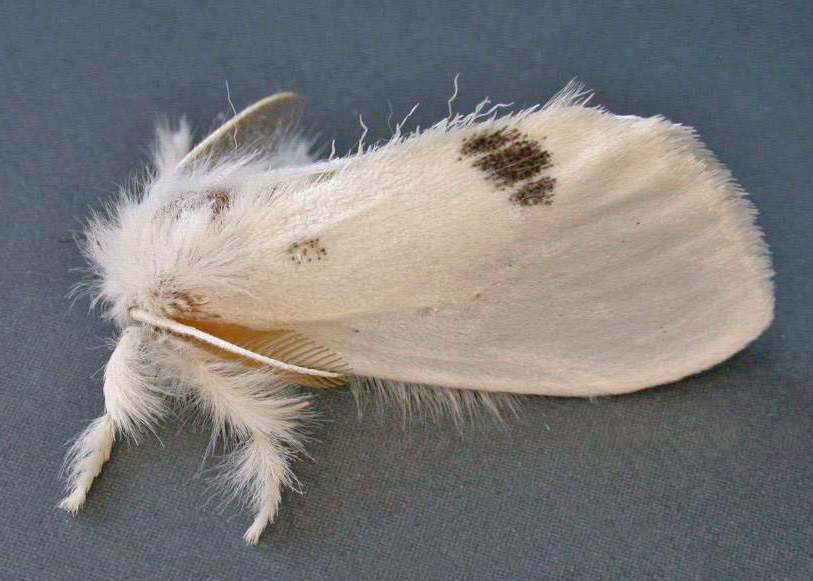
Euproctis similis mascle